# 金之镇
金之镇（1970年7月—），男，回族，江苏镇江人，中华人民共和国政治人物。曾任中共昌吉回族自治州党委副书记、昌吉回族自治州人民政府州长。现任新疆维吾尔自治区政协副主席，自治区国资委党委书记、副主任。